# Sebestyén Márta
Sebestyén Márta (Budapest, 1957. augusztus 19. –) Kossuth- és Liszt Ferenc-díjas magyar népdalénekes, előadóművész.

## Élete
Születése óta a zene bűvöletében él, édesanyja Farkas Ilona révén is, aki zenepedagógus – Kodály Zoltán egykori tanítványa. Édesapja Sebestyén József (1924–2003) kutatóközgazdász, matematikus volt. Különösen a népdalok világa ragadta meg. Már kislány korában felfigyeltek tehetségére. A budapesti Radnóti Miklós Gimnáziumban érettségizett, majd a Képzőművészeti Főiskola hallgatója lett, ám az éneklés miatt félbehagyta tanulmányait.
Világhírű művész, aki a legrangosabb koncerttermekben lép fel. Állandó fellépő partnere a Bolya-Dongó duó, de gyakran szerepel Andrejszki Judittal, a Gryllus testvérekkel (Gryllus Vilmos és Dániel), a Dűvő, a Söndörgő és a Vujicsics együttessel, valamint Szamosi Szabolcs orgonaművésszel is. A magyar népdalok mellett más európai nép énekei is szerepelnek előadói palettáján, kiemelt figyelemmel a balkáni (szerb-horvát, bolgár, görög) népdalkincsre. Repertoárjából nem hiányoznak a baszk, a norvég, sőt a japán népdalok sem. Az összes európai nép nyelvén énekel népdalokat.
Énekelt a japán császár előtt is, továbbá az Oscar-díjas Az angol beteg c. filmben (Szerelem, szerelem), valamint három dalt ő adott elő a Deep Forest együttes 1995-ös Boheme c. albumán, amely a világzene-kategóriában Grammy-díjat nyert. 

### Családja
Férje Lloyd Walter Phraner, elváltak.
Két gyermeke van: Álmos (1991) és Szabolcs (1993).

## Díjak
- Népművészet Ifjú Mestere (1975)
- Az Év Énekesnője (1984)
- Nívódíj a Magyar Kultúráért (1988)
- SZOT-díj (1988)
- Liszt Ferenc-díj (1991)
- EMeRTon-díj (1993, 1997)
- A Magyar Köztársasági Érdemrend tisztikeresztje (1994)
- Arany Zsiráf díj (1996)
- Déri János-díj (1997)

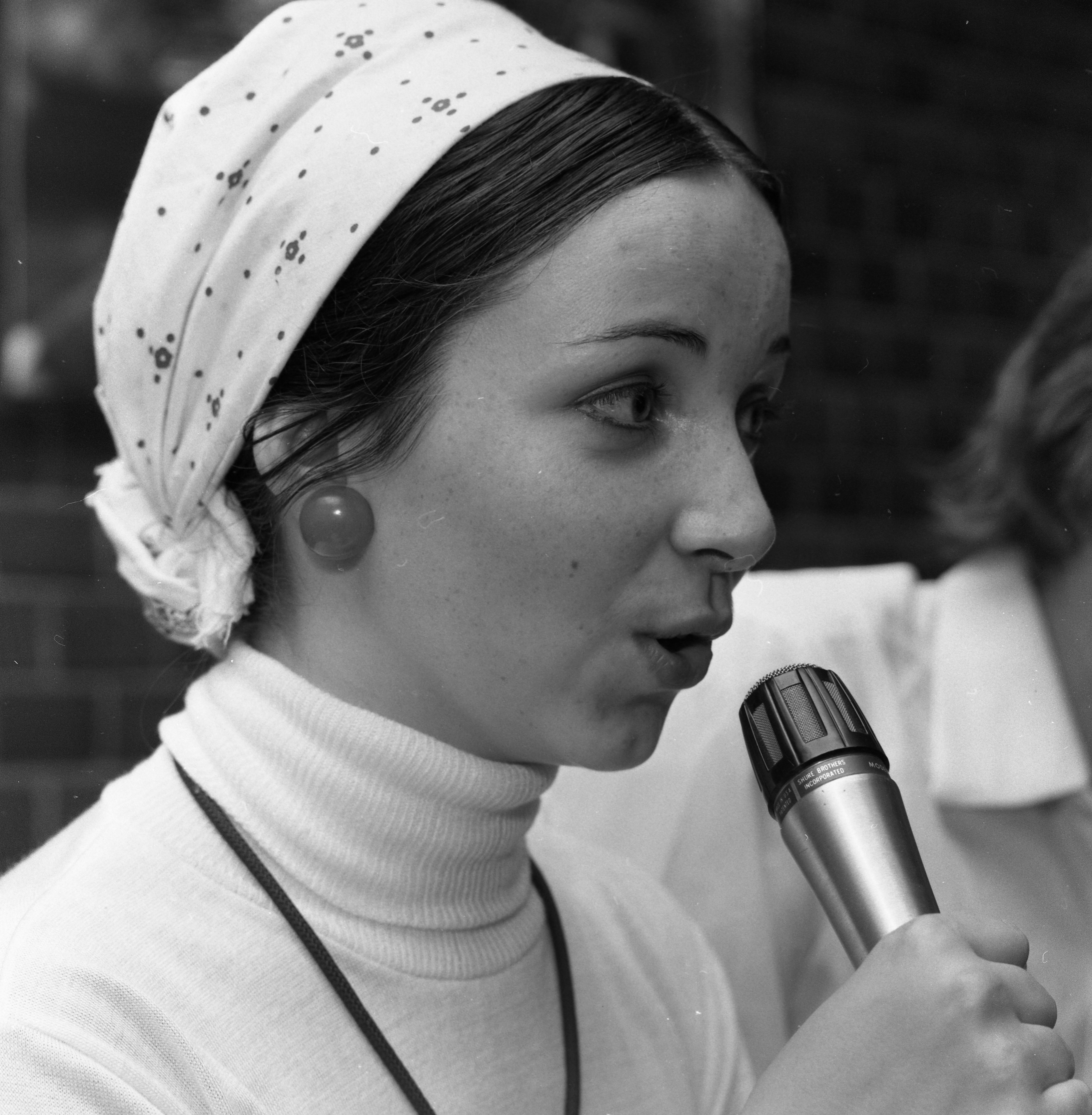
Sebestyén Márta a Kassák Klubban 1976-ban, a Sebő együttes táncházában, Urbán Tamás felvétele

- Oscar-díj, a legjobb filmzene és zenei motívum "Az angol beteg" c. filmben (1997)
- Nemzetközi Interlíra Díj (1998)
- Kossuth-díj (1999)
- Budapestért díj (1999)
- Magyar Művészetért díj (2000)
- Magyar Örökség díj (2000)
- Prima Primissima díj (2003)
- ISFOA, Diploma alla Carriera (2004)
- I. kerület díszpolgára (2004)
- PREMIO, Chianciano Fellini (2004)
- Bolgár Kultuszminiszter kitüntetése a bolgár kultúra népszerűsítéséért (2005)
- A Magyar Köztársasági Érdemrend középkeresztje (2005)
- Az Olasz Köztársasági Érdemrend lovagkeresztje (2005)
- Kispest díszpolgára (2006)
- A Magyar Kultúra Követe (2007)
- A Magyar Művészeti Akadémia tiszteletbeli tagja (2007)
- Magyar Szabadságért díj (2007)
- Szt. Márton Díj (2007)
- Művész a békéért UNESCO elismerés (2010)
- Kölcsey-emlékplakett (2012)
- Lánchíd-díj (2012)[4]
- Inter-Lyra-díj[5]